# 项目

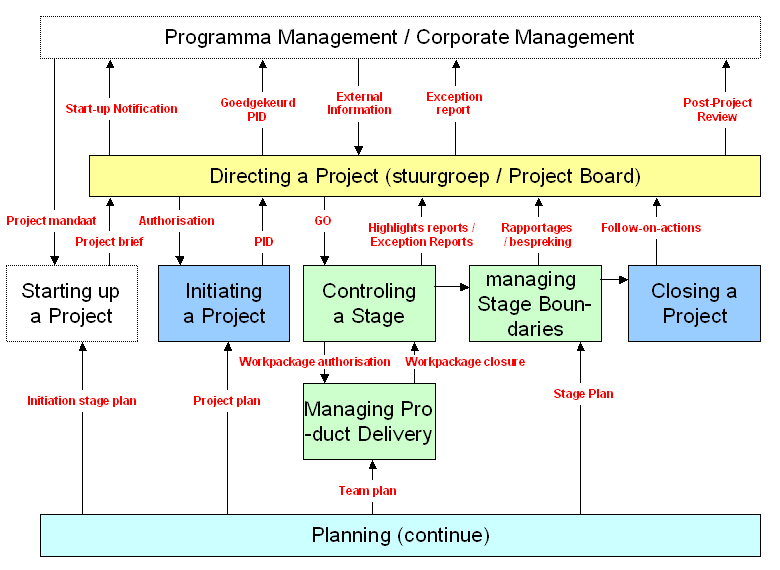
一個專案的流程

專案（英語：project），又譯為計畫、計劃、項目，是为完成某一独特的产品或服务所做的臨時性努力。臨時性是指計畫有確定的開始日期和结束日期。独特意味着專案的最终結果不重複。
著名的專案包括：
- 曼哈顿计划：开发出了第一个核武器
- 北极星导弹计划：一个洲际弹道导弹控制系统。

日常的專案包括:
- 學生的功課
- 開放日
- 時裝表演
- 遊行示威
- 工程

## 对比
- 战役、过程、计划、節目。